# Andrzej Toczewski
Andrzej Toczewski (ur. 2 marca 1947 w Zielonej Górze, zm. 20 marca 2020 tamże) – polski historyk wojskowości, muzealnik, regionalista, badacz dziejów II wojny światowej, w szczególności zbrodni hitlerowskich oraz problematyki jenieckiej, w latach 1998–2015 dyrektor Muzeum Ziemi Lubuskiej w Zielonej Górze, kustosz dyplomowany.
Jako historyk prowadził działalność naukową dotyczącą – obok historii II wojny światowej – dziejów ziemi lubuskiej i tożsamości kulturowej jej mieszkańców oraz historii i funkcjonowania muzeów na ziemi lubuskiej. Jest autorem blisko 200 publikacji obejmujących te tematy, a także pomysłodawcą terminu Śląsk Lubuski określającego południową część województwa lubuskiego. W latach 2005–2015 dzięki jego zabiegom realizowane były prace związane z przygotowaniem rozbudowy Muzeum Ziemi Lubuskiej w Zielonej Górze, której był pomysłodawcą.

## Życiorys
W 1976 roku ukończył studia historyczne w Wyższej Szkole Pedagogicznej w Zielonej Górze (WSP). Stopień doktora nauk humanistycznych w zakresie historii uzyskał na Wydziale Historycznym Uniwersytetu im. Adama Mickiewicza w Poznaniu w 1983 roku na podstawie pracy zatytułowanej Walki 1 Frontu Białoruskiego o przełamanie linii Środkowej Odry w 1945 roku.
Z WSP był związany zawodowo do 1994 roku, jako m.in. założyciel i pierwszy dyrektor wydawnictwa tej uczelni, adiunkt w Instytucie Historii, wykładowca i twórca Pracowni Badań nad Dziejami Środkowego Nadodrza, którą kierował do 1983 roku.
W latach 1983–1988 pełnił funkcję sekretarza generalnego Lubuskiego Towarzystwa Naukowego. W 1988 roku został pełnomocnikiem rektora ds. rozwoju WSP, jednocześnie w Instytucie Historii był wykładowcą historii powszechnej po 1945 roku. Od 2003 do roku 2010 był zatrudniony jako docent w Państwowej Wyższej Szkole Zawodowej w Sulechowie, gdzie wykładał muzealnictwo i historię sztuki.
Kilkakrotny laureat stypendiów zagranicznych, m.in. w Niemczech, Wielkiej Brytanii i rocznego stypendium Fundacji Kościuszkowskiej w Stanach Zjednoczonych w latach 1991–1992. Od 1974 roku jest członkiem Głównej Komisji Badania Zbrodni Hitlerowskich w Polsce (obecnie Główna Komisja Badania Zbrodni przeciwko Narodowi Polskiemu Instytutu Pamięci Narodowej). W latach 1996–1998 pełnił funkcję dyrektora Okręgowej Komisji Badania Zbrodni przeciwko Narodowi Polskiemu w Zielonej Górze. W latach 1994–1998 był dyrektorem Wydziału Kultury Sportu i Turystyki Urzędu Wojewódzkiego w Zielonej Górze.
Dyrektor Muzeum Ziemi Lubuskiej w Zielonej Górze w latach 1998–2015, gdzie realizował ideę programową „muzeum tożsamości”. Twórca stałych ekspozycji Muzeum Wina i Muzeum Dawnych Tortur, a także Galerii Tadeusza Kuntzego, Galerii piastowskich książąt Śląska Lubuskiego oraz pierwszej w dziejach muzeum wystawy stałej poświęconej historii Zielonej Góry.

## Dorobek naukowy
Ważniejsze publikacje:
- Rola środkowej Odry w bitwie o Berlin w 1945 roku, Zielona Góra 1985
- Kostrzyn 1945, Warszawa 1987
- Międzyrzecki Rejon Umocniony, Zielona Góra 2001
- (red.) Rola muzeów w turystyce i krajoznawstwie, Zielona Góra 2006
- (red.) Ziemia Lubuska: studia nad tożsamością regionu, Zielona Góra 2004
- Tradycje zielonogórskiego winiarstwa / Geschichte des Grünberger Weinbaus, Zielona Góra 2001
- Zielonogórskie Winobrania, Zielona Góra 2005
- Historia Ziemi Lubuskiej. Krótki zarys dawnych dziejów, Zielona Góra 2008
- Oflag II C Woldenberg w Dobiegniewie, Dobiegniew-Zielona Góra 2009
- Bitwa o Odrę w 1945 roku, Zielona Góra 2010
- Miejsca zbrodni hitlerowskich na terenie Ziemi Lubuskiej, Zielona Góra 2011
- Festung Küstrin 1945, Warszawa 2015
- Bitwa o Odrę w 1945, Oświęcim 2018

Andrzej Toczewski był twórcą i redaktorem naczelnym czasopisma „Studia Zielonogórskie”.

## Działalność społeczna
Niektóre pełnione funkcje i członkostwa:
- przewodniczący Rady Muzeum Woldenberczyków – Oflagu IIC w Dobiegniewie[19],
- wiceprezes Związku Muzeów Polskich (2002–2004)[20],
- wiceprzewodniczący Wojewódzkiego Komitetu Ochrony Miejsc Pamięci Narodowej (1976–1980)[7],
- prezes Zarządu Oddziału Polskiego Towarzystwa Historycznego w Zielonej Górze (1992–1996)[21],
- założyciel (1994) i pierwszy przewodniczący Komitetu Katyńskiego w Zielonej Górze, przekształconego w stowarzyszenie Lubuska Rodzina Katyńska – następnie członek honorowy[22],
- członek Rady Naukowej Centralnego Muzeum Jeńców Wojennych w Łambinowicach-Opolu i Rady Muzeum w Międzyrzeczu[23],
- członek Rady do Spraw Muzeów przy Ministrze Kultury (2002–2006)[24],
- Honorowy Przewodnik Lubuski(2010)[25],
- członek nadzwyczajny Światowego Związku Żołnierzy Armii Krajowej, od 2011 prezes Zielonogórskiego Okręgu ŚZŻAK[26],
- członek Stowarzyszenia Autorów Polskich (w latach 1986–1990 prezes Zarządu Okręgu SAP)[27].

## Odznaczenia i nagrody
- Lubuska Nagroda Kulturalna I Stopnia (1990)[7]
- Złoty Krzyż Zasługi (1999)[7]
- Nagroda Kulturalna Miasta Zielona Góra (1999[28], 2007[29])
- Odznaka Honorowa „Za zasługi dla województwa lubuskiego” (2008)[30]
- Srebrny Medal „Zasłużony Kulturze Gloria Artis” (2008)[31]
- Nagroda Naukowa Miasta Zielona Góra (2011)[32]
- Krzyż Oficerski Orderu Odrodzenia Polski (2012)[33]
- Złoty Pierścień Tysiąclecia Diecezji Wrocławskiej (2012)[34]

Andrzej Toczewski jest także Zasłużonym dla Miasta Kostrzyn nad Odrą oraz Honorowym Obywatelem Zielonej Góry.